# Ray Tomlinson (basket-ball)
Pour les articles homonymes, voir Ray Tomlinson.
Ray Tomlinson, né le 19 février 1948, est un ancien joueur et entraîneur australien de basket-ball.